# Stylocidaris laevispina
Stylocidaris laevispina is een zee-egel uit de familie Cidaridae.
De wetenschappelijke naam van de soort werd in 1939 gepubliceerd door Theodor Mortensen.